# Strichmikroskop
Ein Strichmikroskop ist eine Ablesevorrichtung an Theodoliten. Das Ablesen erfolgt in den meisten Fällen am Tubus (linsentragendes Rohr), das neben dem Fernrohr angebracht ist. Die Ablesung des Horizontal- bzw. Vertikalkreis wird über ein Linsensystem in den Tubus eingespiegelt.
Bei einfachen Theodoliten erfolgt die Ablesung der Richtungsangabe meistens über einen Indexstrich. Dies bietet, je nach Größe des Teilkreises, eine Ablesegenauigkeit im dgon-Bereich. Eine Schätzung kann auf cgon erfolgen. Durch die Verwendung eines Strichmikroskops ist eine Ablesung auf cgon-Genauigkeit möglich. Wenn die Ablesung schnell erfolgt, liegt sie nur im Bereich niedriger Genauigkeit.